# سیارک ۱۲۸۸۱
سیارک ۱۲۸۸۱ (به انگلیسی: 12881 Yepeiyu، نامگذاری:1998QF31) دوازده هزار و هشتصد و هشتاد و یکمین سیارک کشف شده‌است که در ۱۷ اوت ۱۹۹۸ کشف شد.
قدر مطلق سیارک برابر ۱۷.۸ است.